# Tikos (Románia)
Tikos (románul Ticoș) falu Romániában, Erdélyben, Neamț megyében.

## Nevének eredete
Neve a tyúkos szóból származik. 

## Fekvése
A Csalhó-hegység lábánál, a Békás-patak völgyében fekszik, Karácsonkőtől 50 km-re nyugatra, Békás várostól 15 km-re délnyugatra.

## Története
A trianoni békeszerződésig Csík vármegye Gyergyótölgyesi járásához tartozott.
A falu hosszú ideig Gyergyóbékás része volt, 1956-ban vált önállóvá.

## Népesség
2002-ben 342 román nemzetiségű lakosa volt.